# Nyugat-Flandria
Nyugat-Flandria (hollandul) West-Vlaanderen; a belga, illetve a flandriai régió tartományai közül a legnyugatibb fekvésű. Szomszédai északról, az óramutató járásával megegyező irányban: Hollandia, a flandriai régióhoz tartozó Kelet-Flandria, a Vallónia régióhoz tartozó Hainaut tartomány, délen Franciaország, és nyugaton az Északi-tenger. A tartomány székhelye Brugge városa, területe 3,125 km², amit 8 adminisztratív körzetre és összesen 64 járásra osztottak fel. A tartomány védőszentje Szent Donát.

## Földrajz
Belgium északi-tengeri partvidéke, az ország egyik legfontosabb turisztikai célpontja, teljes egészében Nyugat-Flandria területén fekszik. A tengerparti sík vidék nagyrészt homokdűnékből és polderekből áll. A tartomány belső területei is jórészt lapos, termékeny síkságok, Nyugat-Flandria legmagasabb pontja, a Kemmelberg 156 m-rel emelkedik a tengerszint fölé.
A tengerpart teljes hosszában a parttal párhuzamosan fut a francia határon fekvő De Panne-t Oostende kikötőjén keresztül a holland határ melletti Knokke-Heist városával összekötő villamosvonal.
Nieuwpoort városánál ömlik a tengerbe a tartomány legnagyobb folyója, az IJzer. További jelentős vízfolyások az Leie és Mandel folyók.
A tartomány legnagyobb városai Brugge (szintén jelentős turista-célpont), Kortrijk, Oostende és Roeselare.

## Közigazgatás és politika
Nyugat-Flandria hivatalos nyelve, mint az összes flandriai tartományban, a holland, illetve helyi változata, a flamand nyelv. A belga nyelvi törvényeknek megfelelően Spiere-Helkijn és Mesen önkormányzata külön nyelvi létesítményekkel rendelkezik a francia anyanyelvű lakosok kiszolgálására.
A tartományra jellemző a flamand helyi nyelvjárása, a nyugat-flamand (hollandul West-Vlaams.
A Tartományi Tanácsnak (vagyis a tartomány "parlamentjének) összesen 84 választott képviselője van, akiket 6 évre választanak meg. A legutolsó, 2006. október 8-án tartott önkormányzati választásokon hat politikai párt képviselői jutottak be a tartományi tanácsba: a CD&V/N-VA szövetség 36 helyet, a szocialista SP.A-Spirit szövetség 18 helyet, az VLD-Vivant és a Vlaams Belang 14-14 helyet, a zöld párt Groen! 2 képvelői helyet szerzett. A tartományi kormányzáshoz szükséges többséget a CD&V/N-VA és az SP.A-Spirit koalíciója biztosítja.

### A tartomány kormányzói 1830-tól
- 1830 – 1831 : Felix de Muelenaere (Katolikus Párt)
- 1832 – 1834 : Felix de Muelenaere (Katolikus Párt)
- 1836 – 1849 : Felix de Muelenaere (Katolikus Párt)
- 1849 – 1857 : Adolphe de Vrière (Liberal)
- 1857 – 1877 : Benoît Vrambout (Liberal)
- 1877 – 1878 : Léon Ruzette (Katolikus Párt)
- 1878 – 1883 : Theodore Heyvaert (Liberal)
- 1883 – 1884 : Guillaume De Brouwer (Liberal)
- 1884 – 1901 : Léon Ruzette (Katolikus Párt)
- 1901 : Jean-Baptiste de Bethune (Katolikus Párt)
- 1901 – 1903 : Charles d'Ursel (Katolikus Párt)
- 1903 – 1907 : Jean-Baptiste de Bethune (Katolikus Párt)
- 1907 – 1912 : Albéric Ruzette (Katolikus Párt)
- 1912 – 1933 : Léon Janssens de Bisthoven
- 1933 – 1940 : Henri Baels (Katolikus Párt)
- 1940 – 1944 : Michel Bulckaert
- 1944 – 1979 : Pierre van Outryve d’Ydewalle (CD&V)
- 1979 : Leo Vanackere (CD&V)
- 1979 – 1997 : Olivier Vanneste (CD&V)
- 1997 – napjainkig : Paul Breyne (CD&V)

## Közigazgatási beosztása

Nyugat-Flandria közigazgatási felosztása és önkormányzatai

A tartomány 8 adminisztratív járásra (hollandul: arrondissement) van felosztva:

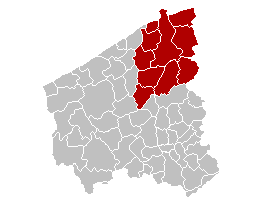
Brugge
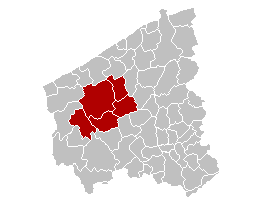
Diksmuide
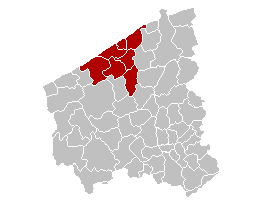
Oostende
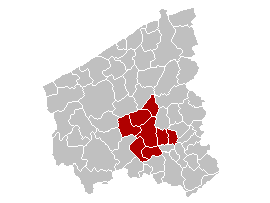
Roeselare
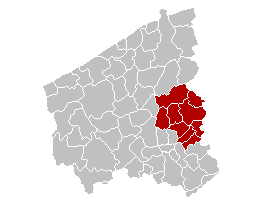
Tielt
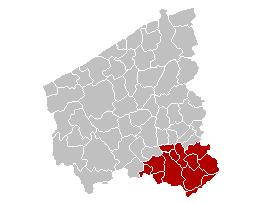
Kortrijk
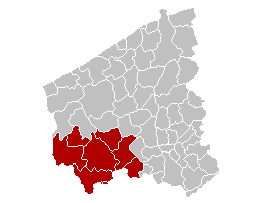
Ypres
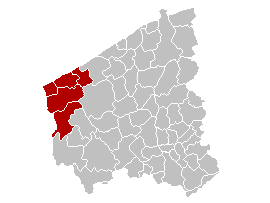
Veurne

| | | |
| 1. Alveringem 2. Anzegem 3. Ardooie 4. Avelgem 5. Beernem 6. Blankenberge 7. Bredene 8. Brugge 9. Damme 10. De Haan 11. De Panne 12. Deerlijk 13. Dentergem 14. Diksmuide 15. Gistel 16. Harelbeke 17. Heuvelland 18. Hooglede 19. Houthulst 20. Ichtegem 21. Ypres (Ieper) 22. Ingelmunster | 23. Izegem 24. Jabbeke 25. Knokke-Heist 26. Koekelare 27. Koksijde 28. Kortemark 29. Kortrijk 30. Kuurne 31. Langemark-Poelkapelle 32. Ledegem 33. Lendelede 34. Lichtervelde 35. Lo-Reninge 36. Menen 37. Mesen 38. Meulebeke 39. Middelkerke 40. Moorslede 41. Nieuwpoort 42. Oostende 43. Oostkamp | 44. Oostrozebeke 45. Oudenburg 46. Pittem 47. Poperinge 48. Roeselare 49. Ruiselede 50. Spiere-Helkijn 51. Staden 52. Tielt 53. Torhout 54. Veurne 55. Vleteren 56. Waregem 57. Wervik 58. Wevelgem 59. Wielsbeke 60. Wingene 61. Zedelgem 62. Zonnebeke 63. Zuienkerke 64. Zwevegem |

## Külső hivatkozások
- Nyugat-Flandria tartomány hivatalos lapja